# Franz Xaver Gruber (Autor)
Franz Xaver Gruber (* 27. November 1826 in Lamprechtshausen; † 18. April 1871 in Hallein) war ein österreichischer Volksschullehrer, Komponist, Organist und Publizist. Er gründete 1849 die Halleiner Liedertafel.
Franz Xaver Gruber, meist nur Franz Gruber genannt, stand wohl zeit seines Lebens im Schatten seines Vaters. Seine Veröffentlichungen, die vor allem musikästhetische, pädagogische und geschichtliche Themen behandeln, werden häufig zitiert. Die Aufarbeitung seiner Biographie ist allerdings nach wie vor ein Desiderat geblieben.

## Publikationen
- Die Kirchenmusik und ihre Hebung. Eine Abhandlung über den gegenwärtigen Zustand der Kirchenmusik und über die Mittel zu deren Hebung, Salzburg: Selbstverlag (Duyle’sche Buchdruckerei) 1858.
- I. Ueber die Aufgabe des Organisten. In: Salzburger Kirchenblatt, Jg. 2 (1862), Nr. 11, S. 82f.
- II. Ueber die Kirchenorgeln. In: Salzburger Kirchenblatt, Jg. 2 (1862), Nr. 12, S. 90f.
- Chronologisch-statistische Beschreibung der Stadt Hallein und ihrer Umgebung. Ein Beitrag zur Heimatkunde, Salzburg: Verlag von M. Glonner (Duyle’sche Buchhandlung am Mozartplatz) 1870.